# Kushar (huyện)
Huyện Kushar là một huyện thuộc tỉnh Hajjah, Yemen. Đến thời điểm năm 2003, huyện này có dân số 74176 người